# Spartina
Spartina là một chi gồm 16 loài cỏ trong họ Poaceae, chủ yếu được tìm thấy trong các đầm lầy nước mặn duyên hải.
Chi Spartina đã được sáp nhập vào chi Sporobolus và bị giáng cấp xuống thành tổ và phân tổ sau sửa đổi phân loại năm 2014, nhưng tới nay vẫn phổ biến coi nó như là chi Spartina.
Từ Spartina có nguồn gốc từ σπαρτίνη (spartínē) trong tiếng Hy Lạp cổ để chỉ sợi dây thừng nhỏ làm từ đậu chổi Tây Ban Nha (Spartium junceum).
Các loài trong chi này là bản địa vùng bờ biển Đại Tây Dương ở tây và nam châu Âu, tây bắc và nam châu Phi, châu Mỹ và các đảo miền nam Đại Tây Dương; với 1-2 loài cũng sinh sống tại vùng bờ biển Bắc Mỹ ven Thái Bình Dương và trong các môi trường sống nước ngọt nội lục châu Mỹ. Sự đa dạng loài lớn nhất là ở vùng bờ biển phía đông Bắc và Nam Mỹ, cụ thể là ở Florida.

## Các loài và lai ghép
Bao gồm:
- Spartina alterniflora Loisel. – Smooth Cordgrass (eastern North America)
- Spartina anglica C.E.Hubb. – Common Cordgrass (cultivated origin)
- Spartina arundinacea (Thouars) Carmich.
- Spartina bakeri Merr. – Sand Cordgrass
- Spartina caespitosa Eaton
- Spartina ciliata Brongn.
- Spartina cynosuroides (L.) Roth – Big Cordgrass
- Spartina densiflora Brongn. – Denseflower Cordgrass
- Spartina foliosa Trin. – California Cordgrass
- Spartina gracilis Trin. – Alkali Cordgrass
- Spartina longispica Hauman & Parodi ex St.-Yves
- Spartina maritima (Curtis) Fernald – Small Cordgrass (western Europe)
- Spartina × neyrautii Foucaud
- Spartina patens (Aiton) Muhl – Saltmeadow Cordgrass
- Spartina pectinata Bosc ex Link – Prairie Cordgrass (central North America; freshwater)
- Spartina spartinae (Trin.) Merr. – Gulf Cordgrass
- Spartina × townsendii H.Groves & J.Groves (S. alterniflora × S. maritima)
- Spartina versicolor Fabre

## Spartina anglica
Cỏ chăn nuôi ở Anh có tên là Spartina anglica với 120 nhiễm sắc thể đã được xác định là kết quả lai tự nhiên giữa một loài cỏ gốc châu Âu có 50 nhiễm sắc thể với một loài cỏ gốc Mĩ nhập vào Anh có 70 nhiễm sắc thể. Thể song nhị bội này xuất hiện lần đầu tiên năm 1870 ở bờ biển miền Nam nước Anh, đến 1902 phát tán khắp bờ biển nước Anh, đến 1906 lan sang nước Pháp và vì là một loài cỏ chăn nuôi tốt nên đã được phổ biến khắp thế giới.

## Hình ảnh

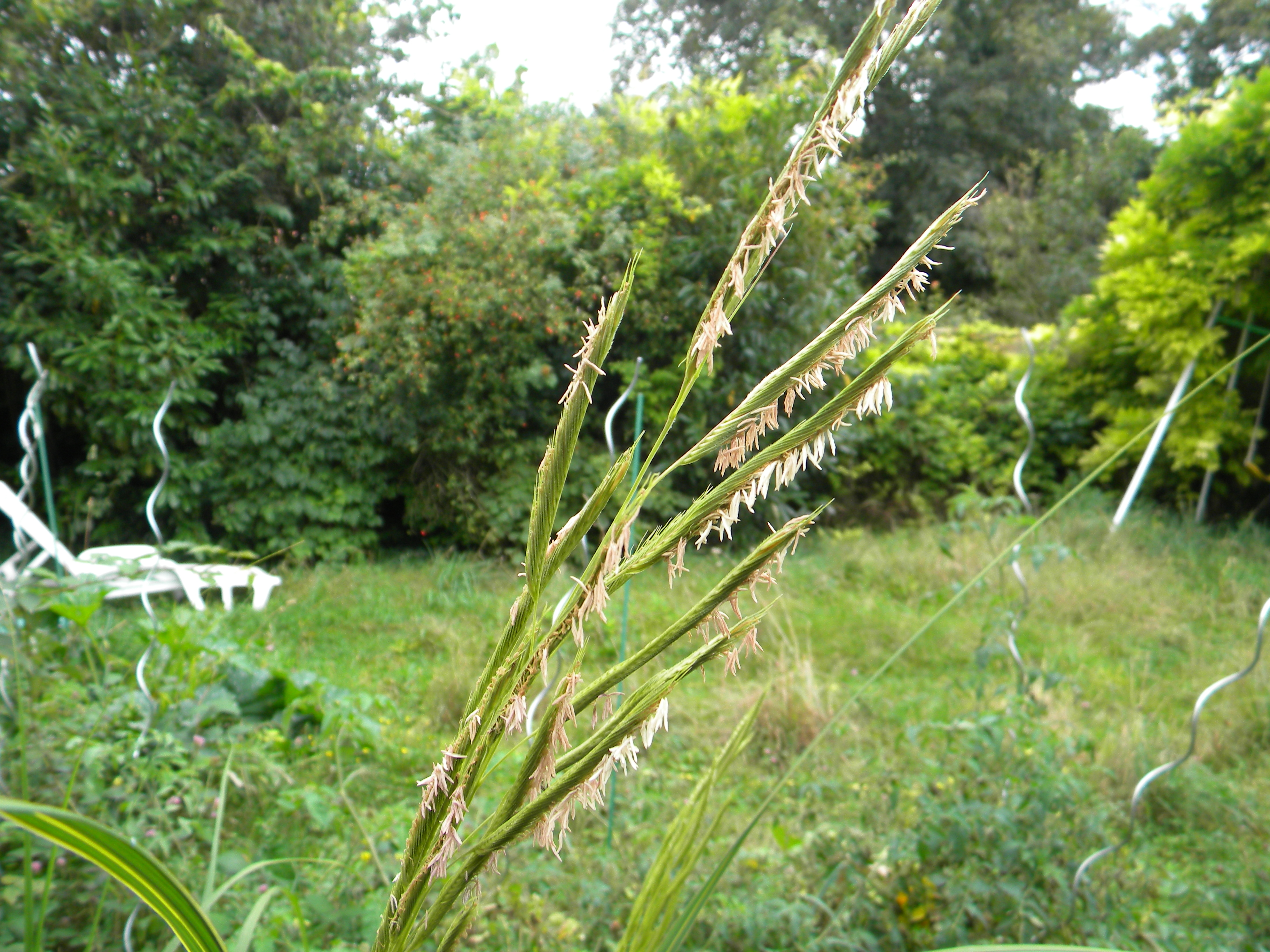
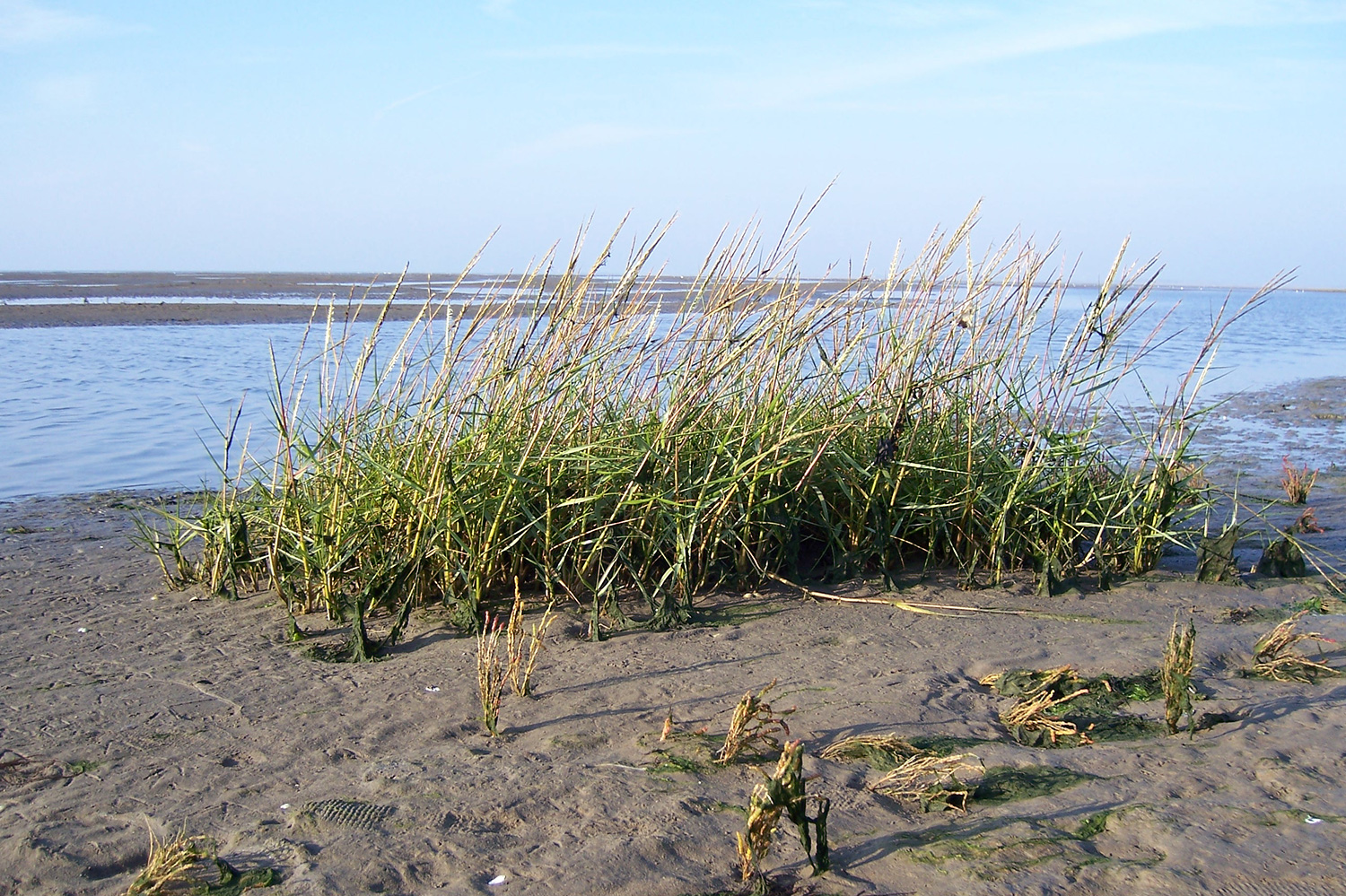
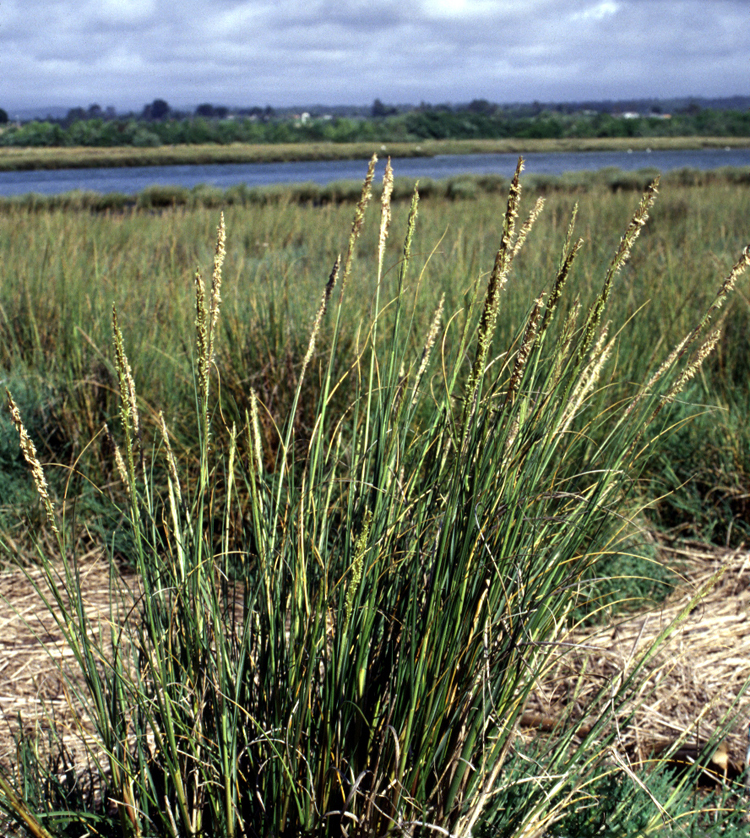